# Classe Dokdo
La classe Dokdo (독도급?, 獨島級LR) è una classe di Landing Platform Helicopter (in sigla LPH; in italiano nave da sbarco anfibio elicotteristica) in servizio nella Daehanminguk Haegun. Progettata dalla Hanjin Heavy Industries, i requisiti per questa classe di navi d'assalto anfibio erano di migliorare le attuali capacità anfibie della Corea del Sud, sia in operazioni di assalto e sbarco anfibio sia in operazioni militari diverse dalla guerra (MOOTW).

## Unità
| Nome             | Pennant number | Costruttore             | Varo           | Comm.         | Decomm. | Status      |
| ---------------- | -------------- | ----------------------- | -------------- | ------------- | ------- | ----------- |
| ROKS Dokdo       | LPH-6111       | Hanjin Heavy Industries | 12 luglio 2005 | 3 luglio 2007 |         | attiva      |
| ROKS Marado      | LPH-6112       | Hanjin Heavy Industries | 14 maggio 2018 | 2020          |         | varata      |
| ROKS Baengnyeong | LPH-6113       | Hanjin Heavy Industries |                |               |         | programmata |